# Pachydontella
Pachydontella is een geslacht van uitgestorven weekdieren uit de klasse van de Gastropoda (slakken). Exemplaren van dit geslacht zijn slechts als fossiel bekend.

## Soort
- Pachydontella etiampicta Marwick, 1948 †